# Тройка (фильм, 1930)
«Тройка» (нем.: Troika) — немецкий фильм 1930 года режиссёра Владимира Стрижевского.

## Сюжет
Светская львица Вера Валова окружена тьмой поклонников. она сама их выбирает или отталкивает, играя с мужчинами. Однажды скучающую Валову своей здоровою красою привлёк ямщик «тройки» Борис. В одной из поездок метель загнала их в захудалый трактир, где светская красавица соблазнила ямщика.
Любовь женщины из высшего света одурманила ямщика. Дома он ссорится с женой и убегает из избы в метель. Вдогонку поспешил его малютка-сын и, не догнав отца, замёрз в снежном вихре.
Между тем, ямщик поторопился приобрести «барский» облик и с дешёвым подарком поспешил к предмету своей любви. А Валова и думать позабыла о случайном романе. В её роскошном доме влюбленного ямщика подняли на смех. Подавленный возвращаясь домой он находит труп сына. Его жена уходит в монастырь.
Борис, однако, винит в потере своего ребенка и распавшемся браке исключительно Веру и хочет мести. Появляется возможность, когда он должен отвезти Веру и её нового кавалера. Он намеренно направляет тройку в пропасть. Чудом он один выживает в катастрофе, однако, сходит с ума и блуждает по просторам России.

## В ролях
- Ольга Чехова — Вера Валова
- Ганс Адалберт Шлеттов — Борис, ямщик «тройки»
- Хильда фон Штольц — Наташа, жена Бориса
- Михаил Чехов — Пашка, деревенский дурачок
- Фридрих Гнасс — Степан, ямщик
- Александр Полонский — князь
- Борис Алёхин — студент
- Эдгар Пол — пижон
- Эрнст Пауль Хемпель — ротмистр
- Бетти Уэйд — настоятельница
- Анджело Феррари — тенор
- Мария Чеботари — певица
- Л. Нестри — Колька, ребенок Бориса и Наташи

## Съёмки
Съемки проходили в Литве.

## Звук
Фильм немой, но в дальнейшем были добавлены звуковые эффекты и песня — в фильме звучит романс «Ах зачем эта ночь так была хороша» (написан в 1910-е годы, автор стихов — русский поэт Николай Риттер, музыка — Николай Бакалейникова) в исполнении хора артистов Рижского русского драматического театра из труппы Александра Вырубова (мужа актрисы фильма Марии Чеботари).

## Критика
Писатель и критик Карлхайнц Вендтланд писал, что: «этот фильм основан на хорошем описании окружающей среды, но был записан без звука и лишь впоследствии дополнен музыкой и песнями».